# Estación Blandengues
Blandengues es una estación ferroviaria ubicada en la localidad del mismo nombre, partido de Partido de Junín, Provincia de Buenos Aires, Argentina.

## Servicios
No presta servicios de pasajeros. Por sus vías corren trenes de carga de la empresa estatal Trenes Argentinos Cargas.

## Historia
En el año 1886 fue inaugurada la Estación, por parte del Ferrocarril Buenos Aires al Pacífico, en el ramal Junín-Alberdi.